# بخش کوزران
بخش کوزران یکی از بخش‌های تابع شهرستان کرمانشاه در استان کرمانشاه در غرب ایران است.

## تقسیمات کشوری
- بخش کوزران
  - دهستان سنجابی
  - دهستان هفت‌آشیان

نقاط شهری: کوزران

## مردم
بنابر سرشماری مرکز آمار ایران، جمعیت بخش کوزران شهرستان کرمانشاه در سال ۱۳۹۵ برابر با ۱۳٬۶۸۲ نفر بوده‌ است. اکثر مردم این منطقه از ایل سنجابی بوده که به دین اسلام و مذهب شیعه اعتقاد دارند و همچنین بخش کوزران دارای بخش کوچکی از اهل سنت و ایین یارسان نیز میباشد زبان اکثر مردم این منطقه کردی جنوبی میباشد.

## روستاها
روستاهای بخش کوزران شهرستان کرمانشاه:
- - دهستان سنجابی

ازره محمدخان
ازره مکرمی
باباها
چقارضا
چقاگنوژ
چلبی
خالوان
ده باغ
ده نمام
قباق تپه
قلعه گلینه منفرد
قلیج خانی
کاکیها
گاول
گلدره سفلی
گلدره علیا
گلودره
مریوانی کاکیها
نیم دانگی
شوراباد
جعفراباد
چقاالهی
چقاکبودسفلی
چقاکبودعلیا
چگنی سفلی
چگنی علیا
حسین اباد
خورنه سفلی
ده اعظم
شرفوند
صفراباد
فخری اباد
قلعه گلینه سفلی
قلعه گلینه علیا
گندمبان سفلی
گندمبان علیا
سربرجدید
بابان سردارقاسم خان
تازه ابادسراب تیران
تپه حسینخان
چقاخزان
خورنه علیا
دایاراسدخان
سراب تیران
سیاه سیاه دایار
قلعه اصغرخان
قیسوند
نیلاوره سفلی
نیلاوره علیا
یاوری دایار
کرکره
ونه رنگینه
بندار
پل هواس
درویش بیگه
سیدصیفور
شیخ مصطفی
عباس ابادکل کل
مزرعه علی حسن سفلی
قلعه سلیمان خان
مزرعه خوره زردی
مله بگلر
نظرگاه
نوروزاباد
هفتچشمه
بابان یاورعزیزی
بوربور
تازه اباد
تپه لله
سالاراباد
علی حسن علیا
کورپه
میرعزیزی قدیم
سبزعلی خان
سایه وند
دوکنعان
کوره آل
کمره عباسوند
چشمه سفیدعلیا
چشمه سفیدسفلی
علی آباد
- - دهستان هفت‌آشیان

چشمه سفیداقابیگی
دارگل سیدحسن
دارگل سیدسلیم
دارگل طیمز
رشیدعلی
شیرزاداباد
صوفی وند
علی ابادگل بانو
میرکه قلعه قاضی
امیراباد
بازیانی
بیدگل
تازه ابادبیدگلی
تازه ابادمریوانی
چشمه سیاه
دارخوراقارضا
زندهر
گلالی
مریوانی بیدگلی
میلکه باقر
میلکه بوچان
میلکه شیرخان
هفت اشیان
تازه ابادخسرو